# Pico Basilé
Pico Basilé (dawniej Pico de Santa Isabel) – wulkan tarczowy na wyspie Bioko, w Gwinei Równikowej. Jest najwyższym szczytem tego kraju. Ostatnia erupcja miała miejsce w 1923 roku.

## Opis
Pico Basilé jest największym i najwyższym (3008 m n.p.m.) z trzech połączonych wulkanów tarczowych tworzących wyspę Bioko. Zbudowany jest z bazaltu i trachybazaltu.   
Jest jedynym wulkanem wyspy z udokumentowaną historią erupcji – w późnym XIX w. i na początku XX w. odnotowano trzy wybuchy. Ostatnia erupcja miała miejsce w 1923 roku.   